# Троицкий, Михаил Васильевич
Михаил Васильевич Троицкий (1904, Санкт-Петербург — декабрь 1941, район Невской Дубровки, Ленинградская область) — советский поэт, переводчик с грузинского языка.

## Биография
Родился в Санкт-Петербурге в семье чиновника одним из восьми детей. В 1918—1921 годах жил с матерью в Сибири. В 1923 году окончил среднюю школу. Подал заявление в Политехнический институт, но провалился на экзаменах. Поступил в Художественный промышленный техникум, но вынужден был оставить обучение из-за смерти отца. Перебивался временной работой, работал на ремонте ленинградских мостов, затем поступил на писчебумажную фабрику «Картонтоль», после чего работал на заводе «Большевик». Прошёл срочную службу в рядах Красной Армии.
С 1926 года серьёзно занимается литературой, начал печататься с 1928 года. Пишет стихи, переводит грузинских поэтов. В Союз писателей был принят в 1934 году. До войны, с 1931 по 1940 годы, выпустил пять сборников стихов, в которые вошла лишь малая часть творчества обладавшего феноменальной трудоспособностью автора, печатался в газетах, сборниках и альманахах, в журналах «Звезда» и «Литературный современник».
Как опытный поэт, занимался педагогической работой с молодёжью, выступал в качестве консультанта в журнале «Резец» и Доме культуры промкооперации, участвовал в творческих семинарах в ленинградском Доме писателя.
Служба в Красной Армии стала для поэта решающей в выборе тем произведений. Большинство стихов он посвящает людям и событиям армейской жизни, одновременно выражая, как в стихотворении «Музей муравьёв», мечту о мире без войн, в котором пуля становятся забытым и непонятным «геометрическим предметом с других планет». Но с началом Великой Отечественной войны Троицкий снова призван в армию. Пройдя курсы командного состава и получив звание младшего лейтенанта, он становится командиром миномётного взвода.
Проведя на фронте 2 месяца и 2 дня, 22 декабря 1941 года Михаил Троицкий погиб в районе станции Невская Дубровка.
После войны стихи Троицкого неоднократно публиковались в поэтических сборниках. В 1956 году вышел сборник «Стихи и поэмы», в 1962 — сборник «Стихотворения и поэмы».

### Семья
- Жена — Наталья Афанасьевна Никитич-Троицкая[5] (по другим данным — Никитюк[4]).

### Сборники
- Двадцать четыре часа (1931)[11]
- Поэма о машинисте (1932)[11]
- Три поэмы (1934)[11]
- Сказка про глупого медведя (1939)[11]
- Стихи (1940)[11]
- Стихи и поэмы (1956)[9]
- Стихотворения и поэмы (1962)[10]

### Стихотворения
- Опыт (февраль—июнь 1934)
- «Таврический сад совершенно внезапен…» (1934)
- Калган (Из застольных стихов) (1936)
- «По-разному неслись мои года…» (1936)
- Испания (декабрь 1936)
- «На берегу желтели доски…» (1937)
- Музей муравьёв (1938)
- «Мы захотим — поставим брашна…» (май 1939)
- Ласточки в Кронштадте (1940)
- «Границу мы представляем кривой…» (1940?)
- Устная картинка (30 января 1941)
- Тропинка гномов (1941)
- «Мы недолго пробыли в Батуми…» (1941)
- «Застыли, как при первой встрече…» (1941)
- «Здесь только призрак мой живёт…» (1941)
- «Вдоль проспектов глухо и слепо…» (1941?)
- «Пространство. Даль. Буланая…» (1941?)

## Цитата
При жизни он печатался неслыханно редко. Даже поэма «Гангут», над которой он столько потрудился, таки не напечатана до сих пор. </> Наследие М. В. Троицкого весьма велико. Издание его полностью — дело будущего.
— Александр Гитович